# Teima Onorio
Teima Onorio (ur. 1963) – kiribatyjska polityk, wiceprezydent od 2003 do 2016.
Od 1998 do 2002, jako reprezentantka okręgu Arorae, wchodziła w skład parlamentu. W 2007 po raz kolejny uzyskała mandat. W 2003, po zwycięstwie w wyborach prezydenckich Anote Tonga, objęła stanowiska wiceprezydenta oraz ministra edukacji, młodzieży i sportu w jego gabinecie. W 2007 objęła resort handlu, przemysłu i współpracy, w 2008 ponownie przeszła do ministerstwa edukacji. W 2009 po raz drugi została ministrem handlu, przemysłu i współpracy.
Reprezentuje Kiribati w Sojuszu Małych Państw Wyspiarskich.